# Bolszaja Iwanowka (obwód lipiecki)
Bolszaja Iwanowka (ros. Большая Ивановка) – wieś (ros. село, trb. sieło) w zachodniej Rosji, centrum administracyjne sielsowietu bolszeiwanowskiego rejonu wołowskiego w obwodzie lipieckim.

## Geografia
Miejscowość położona jest w dorzeczu rzeki Ołym, 16 km od centrum administracyjnego rejonu (Wołowo), 120 km od stolicy obwodu (Lipieck).
W granicach miejscowości znajdują się ulice: Ługowaja, Mołodiożnaja, Sowietskaja, Stiepnaja, Szkolnaja.

## Demografia
W 2012 r. miejscowość zamieszkiwało 369 osób.